# Vysoká (Hautes Tatras)
Pour les articles homonymes, voir Vysoká.
Vysoká, qui signifie « haute » en slovaque, est un sommet de la Slovaquie et de la chaîne des Hautes Tatras qui appartient aux montagnes des Carpates occidentales. Il culmine à 2 547 mètres d'altitude.

## Première ascension
La première ascension connue date de 1874 et fut réalisée par Mór Dechy, Ján Ruman Driečny et Martin Spitzkopf.